# Celatoblatta laevispinata
Celatoblatta laevispinata är en kackerlacksart som beskrevs av Johns 1966. Celatoblatta laevispinata ingår i släktet Celatoblatta och familjen storkackerlackor. Inga underarter finns listade i Catalogue of Life.